# 高炯烈
高 炯烈 （コ・ヒョンニョル、1954年11月8日 - ）は、大韓民国の詩人。江原道束草市の出身。

## 略歴
1954年11月8日に江原道束草市で生まれ、束草高等学校を卒業。
1979年「現代文学」に詩『荘子(장자)』、『森の中には(수풀 속에는)』を発表し文学活動を始めた。初詩集『大青峯の西瓜畑(대청봉 수박밭)』(1985)の詩から、高炯烈の詩は時期によって少しずつ変貌していく。しかし詩集『沙津里の大雪(사진리 대설)』(1993)から『夜の彌矢嶺(밤 미시령)』(2006)に至るまで、彼が一貫して追求しているのは、人生の現実を超えた理想の世界である。詩語に対する関心や現実に対する絶望感を表した特有の情緒などは、彼の詩の変わらない特徴といえるだろう。初期の詩から彼の詩には、しばしば「少年」が登場する。このような装置は純粋な感受性やその情操を守ろうとする詩人の努力が現れている。
荘子の影響を受けて、デビュー初期の頃から無為の世界を追求してきたが、『鵬(붕새)』(2010)では時空を越えた超越的な世界を詩的に形象化しようとする詩人の態度が窺える。特に民族分断による苦痛を精神的に抱きかかえながら分断の現実を克服しようとする努力を、詩的想像力を通じて描いている作品も多く見られる。創批編集部長として勤務し、明知専門大学文芸創作学科の兼任教授である。

## 受賞歴
- 2009年 第55回 現代文学賞 詩部門
- 2006年 第38回 大韓民国文化芸術賞
- 2006年 第 8回 白石文学賞
- 2006年 第 2回 一然文学賞
- 2003年 第 3回 芝薰賞文学部門

## 作品
詩集
- 『유리체를 통과하다』(実践文学、 2012)
- 『나는 에르덴조 사원에 없다』(創批、 2010)
- 『밤 미시령』(創批、2006)
- 『김포 운호가든에서』(創作と批評社、 2001)
- 『성에꽃 눈부처』(創作と批評社、 1998)
- 『마당식사가 그립다』(高麗院、 1995)
- 『바닷가의 한 아이에게』(シワ、1994)
- 『사진리 대설』(創作と批評社、 1993)
- 『서울은 안녕한가』(サムジン企画、 1991)
- 『해가 떠올라 풀이슬을 두드리고』(チョンハ、 1988)
- 『해청』(創作社、1987)
- 『대청봉 수박밭』(チャンサ、1985)

長詩集
- 『鵬(붕(鵬)새)』(シピョン社、2010)
- 『リトルボーイ(리틀보이)』(ネクサス、 1995) 韓国語版

その他
- 『장자의 하늘, 시인의 하늘』(ナナム、2011) 散文
- 『은빛 물고기』(ハンウル、 1999) 散文
- 『빵들고 자는 언니』(創作と批評社、 2001) 童詩
- 『아주 오래된 시와 사랑 이야기』(ボリム、 2005) 「詩經」の21編の詩を紹介

## 日本で出版されている作品
- 『長詩 リトルボーイ』韓成禮訳 (コールサック社、 2006)